# 큰자색호랑꽃무지
큰자색호랑꽃무지는 호랑꽃무지족에서 가장 큰 꽃무지로, 울퉁불퉁한 딱지날개에 강한 구릿빛 광택이 돈다. 생태가 정확히 밝혀지지 않았으며, 강원도 일부 지역에서만 관찰된다. 위험을 느끼면 천적이 싫어하는 사향 냄새를 풍긴다. 대한민국에서는 멸종위기 야생생물 Ⅱ급으로 지정되어 법적 보호를 받고 있는 곤충이다. 일본종의 학명 Osmoderma opicum으로 70년대 이전부터 우리나라에서 이 학명을 적용해 왔으나 농촌진흥청 농업과학원이 곤충자원 DNA 바코드로 분석한 결과 일본 종과는 염기서열에서 16% 이상 큰 차이를 보이는 완전히 다른 종이며, 2002년 신종으로 발표된 극동러시아의 분포종인 Osmoderma caeleste와 같은 것으로 밝혀졌다.